# Língua luvale
Luvale (também escrito Chiluvale, Lovale, Lubale, Luena, Lwena) é uma língua banta falada pelo povo de mesmo nome de Angola e Zâmbia. É reconhecida como uma língua regional para fins educacionais e administrativos na Zâmbia, onde cerca de 168 mil pessoas a falam (2006).
Luvale está intimamente relacionado com a Língua chócue.

## Escrita
A forma do alfabeto latino usada pelo Luvale não usa as letras B, D, G, Q. Usam-se as formas Ly, Mb, Mw, Nd, Ndw, Nj, Ng, Ngw, Ny, Sh, Zw

## Amostra de texto
Vatu vosena vasemuka yapwa hohamwe nakweseka mukuyoya chavo. Vatwama nachiyoyelo chalusesa chajingolo chakuzanga kulivwashana muchiyoyelo chavo.
Português
Todos os seres humanos nascem livres e iguais em dignidade e direitos. Eles são dotados de razão e consciência e devem agir uns para com os outros com espírito de fraternidade. (Artigo 1º da Declaração Universal dos Direitos Humanos)